# Alopoglossus stenolepis
Alopoglossus stenolepis — вид ящірок родини Alopoglossidae. Ендемік Колумбії.

## Поширення і екологія
Alopoglossus stenolepis мешкають на східних схилах Західного хребта Колумбійських Анд в департаментах Вальє-дель-Каука і Каука. Вони живуть у вологих гірських тропічних лісах. Зустрічаються на висоті від 1750 до 1900 м над рівнем моря.